# Вебер, Йосип
Йосип Вебер (хорв. Josip Weber; 16 ноября 1964, Славонски-Брод — 8 ноября 2017, Славонски-Брод) — хорватский и бельгийский футболист, нападающий, известный по выступлениям за «Серкль Брюгге», «Андерлехт» и сборную Бельгии. Участник Чемпионата мира 1994 года.

## Клубная карьера
Вебер начал карьеру в клубе «Марсония» из своего родного города. Отыграв в команде три сезона, он перешёл в «Хайдук» из Сплита. С новым клубом Йосип завоевал Кубок Югославии, но за два сезона не смог выиграть конкуренцию за место в основе у Златко Вуйовича. В 1987 году Вебер перешёл в клуб второго дивизиона «Цибалия», где отыграл один сезон.
В 1988 году Йосип переехал в Бельгию, где подписал контракт с клубом «Серкль Брюгге». На протяжении трёх сезонов он был лучшим бомбардиром Жюпиле лиги. За шесть лет в команде Вебер забил 136 голов, став вторым бомбардиром в истории «Серкль Брюгге» после Марселя Пертри. Летом 1994 году Йосип перешёл в «Андерлехт», в составе которого стал чемпионом Бельгии. В сезоне 1995/96 Вебер получил травму и принял участие всего в двух встречах. В следующем году, устав бороться с травмами, он принял решение о завершении карьеры.

## Международная карьера
5 июля 1992 года в товарищеском матче против сборной Австралии Вебер дебютировал за сборную Хорватии. В 1994 году он получил бельгийское гражданство, и, так как все встречи, проведённые за Хорватию, были неофициальными, ФИФА разрешила ему играть за бельгийскую команду.
4 июня 1994 году в матче против сборной Замбии Йосип дебютировал за сборную Бельгии. В этом поединке он забил пять мячей. В том же году Вебер принял участие в Чемпионате мира в США. На турнире он сыграл во встречах против сборных Саудовской Аравии, Германии, Нидерландов и Марокко.

### Голы за сборную Бельгии
| #   | Дата        | Место                                     | Противник | Результат | Соревнование      |
| --- | ----------- | ----------------------------------------- | --------- | --------- | ----------------- |
| 01. | 4 июня 1994 | Стадион короля Бодуэна, Брюссель, Бельгия | Замбия    | 9:0       | Товарищеский матч |
| 02. | 4 июня 1994 | Стадион короля Бодуэна, Брюссель, Бельгия | Замбия    | 9:0       | Товарищеский матч |
| 03. | 4 июня 1994 | Стадион короля Бодуэна, Брюссель, Бельгия | Замбия    | 9:0       | Товарищеский матч |
| 04. | 4 июня 1994 | Стадион короля Бодуэна, Брюссель, Бельгия | Замбия    | 9:0       | Товарищеский матч |
| 05. | 4 июня 1994 | Стадион короля Бодуэна, Брюссель, Бельгия | Замбия    | 9:0       | Товарищеский матч |
| 06. | 8 июня 1994 | Стадион короля Бодуэна, Брюссель, Бельгия | Венгрия   | 3:1       | Товарищеский матч |

## Достижения
Командные
«Хайдук»
- Обладатель Кубка Югославии — 1984/85

«Андерлехт»
- Чемпионат Бельгии по футболу — 1994/95

Индивидуальные
- Лучший бомбардир Жюпиле лиги (3): 1991/92, 1992/93, 1993/94